# جون دي لوغو
جون دي لوغو (بالإسبانية: Juan de Lugo y Quiroga)‏ هو عالم عقيدة واقتصادي إسباني، ولد في 25 نوفمبر 1583 في مدريد في إسبانيا، وتوفي في 20 أغسطس 1660 في روما في إيطاليا.